# Платицына, Наталья Николаевна
Ната́лья Никола́евна Плати́цына (7 ноября 1961, Душанбе — 22 января 1999, Москва) — советская и российская певица, поэтесса, художник, вокалистка группы «07».

## Биография
Окончила экстерном Российский государственный педагогический университет имени А. И. Герцена (Санкт-Петербург) и театральную школу имени И. Рахлина. В 1987 году в Архангельске вместе с музыкантом Владимиром Сушко организовала группу «07».
Всесоюзную известность Наталья Платицына с группой «07» получила в 1990 году после выхода в эфир Центрального телевидения клипа на песню «Зажгите свечи», к которой Наталья написала стихи, а Владимир Сушко — музыку. Клип на песню, срежиссированный известным ленинградским режиссёром и оператором Борисом Деденёвым, снимался во время выступления группы во дворце спорта «Юбилейный». Позднее, Наталья выступит с данной песней на новогоднем телеогоньке нового 1991 года.
В 1991 году на Петербургской студии грамзаписи записываются сразу две пластинки, «Воля зовёт за собой» и «Зажгите свечи», каждый тираж которого составлял 100 тысяч экземпляров. Снимается клип на песню «Я приглашаю».
В 1994 году Наталья вновь заявляет о себе после того, когда вышел клип на песню «Душа». Через год на компакт-дисках будет выпущен одноимённый альбом и сборник «Зажгите свечи», куда попадут песни из двух предыдущих альбомов, некоторые из которых специально для альбома пришлось перезаписать.
В 1995 издан первый сборник стихов «Лети, душа моя» (Северодвинское издательство). В 1996 состоялась первая выставка картин «Грезы наяву» (техника — пастель на жесткой бязи). Также работала моделью у Юдашкина, преподавала в школе рок-н-ролла в Белоруссии. В 1997 вышел второй сборник стихов «На краю скалы» (Молодечно, Белоруссия). В 1997 году фирма «Мороз-видео» выпустила видеофильм о жизни и творчестве группы «07» и Н.Платицыной.
В 1999 умерла в своей московской квартире от внезапной остановки сердца. Была похоронена в Зеленокумске. В одном из своих последних интервью она рассказывала о том, что занимается экстремальными духовными практиками, живёт без сна, сочетает это с медитацией.
В 2001 году песню на слова Платицыной "Мой мир" исполняет Кристина Орбакайте и получает за неё премию "Золотой граммофон".
Песню Натальи "Начни сначала" исполняет Алла Пугачева, включив ее в свою знаменитую концертную программу"Избранное".
В 2003 г. за песню «Синяя птица» В. Сушко вновь становится лауреатом музыкальной премии «Песня года» (исполнитель — Маша Распутина, слова — Саша Даль).
Осенью 2005 г. «07» начинает запись альбома, который музыканты группы посвящают памяти Натальи Платицыной. В июле 2006 г. компания «CD Land» выпускает альбом «07 Избранное».

## Дискография
- 07 (1988) магнитоальбом
- Исповедь (1989) магнитоальбом
- Зажгите свечи (1991) LP (Петербургская Студия Грамзаписи – R60 00675)
- Воля зовет за собой (1991) LP (Петербургская Студия Грамзаписи – R60 00677)
- Душа (1995) CD (Союз – SZCD0379-95)
- Непрошеная гостья (1996) CD (General Records – GR 96069 CD)
- 07 Избранное. Памяти Наталии  (2006) CD (CD Land – CDLR 0619 CD)